# 阿爾塔維斯塔 (密蘇里州)
阿爾塔維斯塔（英語：Alta Vista）是位於美國密蘇里州戴維斯縣及迪卡爾布縣的非建制地區。

## 地理
阿爾塔維斯塔所處的海拔為高於海平面264米（即866英呎），而該地所採用的時區為UTC-6，即北美中部時區（CST）。同時該地設有夏令時間，為UTC-6調快一小時，即UTC-5（CDT）。